# 阿萊哈河
阿萊哈河（羅馬化：Allaikha）是俄羅斯的河流，位於薩哈共和國，屬於因迪吉爾卡河的左支流，河道全長563公里，流域面積約12,400平方公里，河水主要來自融雪和雨水，其流域有約3,700個湖泊。